# Temné lsti
Temné lsti (v originálním znění The Dark Artifices) je trilogie fantasy knih od americké autorky Cassandry Clareové. 
Příběhem tato trilogie volně navazuje na sérii Nástroje smrti (v originále The Mortal Instruments), objevují se zde i postavy z další autorčiny série s názvem Pekelné stroje (v originále The Infernal Devices). Děj Temných lstí se odehrává pět let po posledním dílu Nástrojů smrti. 
Hlavními postavami jsou Emma Carstairsová a Julián Blackthorn, kteří se poprvé objevili už v Nástrojích smrti. Sledujeme jejich osudy po Temné válce. Stali se parabátai, a nyní žijí v Institutu v Los Angeles a společně se starají o Juliánovy sourozence. Emma stále pátrá po pravdě o smrti svých rodičů, kteří byli údajně zavražděni během Temné války Sebastiánem Morgernsternem. V Los Angeles dochází k podivným vraždám podsvěťanů, které Emmu přivedou na novou stopu. Mezitím si Emma pomalu přiznává lásku k Juliánovi, která je vzhledem k jejich poutu parabátai ve světě Lovců stínů striktně zakázaná.

## Jednotlivé díly
1. Paní půlnoci (v originále Lady Midnight, v Americe vyšel roku 2016, v českém znění roku 2017)
2. Pán stínů (v originále Lord of Shadows, v Americe vyšel roku 2017, v českém znění roku 2018)
3. Královna povětří a temnoty (v originále Queen of Air and Darkness, v Americe vyšel roku 2018, v českém znění roku 2019)

## Paní půlnoci
Pět let po Temné válce žijí sourozenci Blackthornovi, kteří přišli o oba rodiče, v losangeleském Institutu v péči strýce Artura. Spolu s nimi zde bydlí i Emma Carstairsová, jejíž rodiče byli zavražděni za zvláštních okolností, a ona stále pátrá po jejich vrahovi. Její parabátai, Julián Blackthorn, se od Temné války stará o mladší sourozence Tiba, Livy, Dru a Tavyho, a snaží se utajit před ostatními Lovci stínů, že Artur přišel o rozum. Péče o sourozence zbyla na Juliána poté, co jeho staršího bratra Marka za Temné války unesly víly a přinutily ho připojit se k divokému honu, a sestru Helen poslali Lovci stínů do exilu kvůli její vílí krvi. 
Na začátku příběhu jsou Blackthornovi na návštěvě u příbuzných v Anglii, zatímco Emma zůstává v Institutu ve společnosti Christiny, která je tu na roční stáži. Obě dívky se sblíží a Christina pomáhá Emmě v pátrání. Emma hledá odpovědi mimo jiné i na Stínovém trhu, kde se setkává s prodejcem informací Johnnym Rookem a jeho synem Kitem, kteří jsou sice civilové, mají ale vnitřní zrak, který jim umožňuje vidět svět stínů. Mezitím dochází k vraždám podsvěťanů, a mrtvoly vypadají podobně jako těla Emminých rodičů. Blackthornovi se vrací z Anglie, ale Julián se k Emmě chová podivně odtažitě. 
Poté, co se jednou z obětí stane víla, navštíví Institut tajně vílí delegace. Komunikace s vílami je Lovcům stínů zapovězená od chvíle, kdy se za Temné války přidaly na stranu Sebastiána Morgensterna a bojovaly proti Lovcům stínů. Toto nařízení vstoupilo v platnost jako Studený mír. Blackthornovi přesto s vílami uzavřou dohodu, že budou pátrat po vrahovi podsvěťanů, a víly jim na oplátku vrátí Marka. V případě, že Julián s Emmou nedodrží svou část dohody, bude Mark navrácen k divokému honu. Mark je zpočátku dezorientovaný a vyděšený. Odmítá runy a přiznává, že ho v zajetí přiměli nenávidět svůj původ Lovce stínů. Postupně se ale opět sbližuje se svými sourozenci a pomáhá jim v pátrání, ačkoliv si není jistý, jestli s nimi bude chtít zůstat. Navzdory všemu si u divokého honu zvykl a také mu chybí jeho vílí milenec Kieran. S pátráním Blackthornovým pomáhají i jejich učitelka, Diana Wrayburnová, Christina a Malcolm Fade, nejvyšší čaroděj losangeleský, který je jejich rodinným přítelem.
Stopy je zavedou k průsečíku siločar, jeskyni, kde se soustředí mimořádná magická moc, a kde vrah zřejmě provádí s oběťmi své rituály. Další stopy přivedou Emmu a Juliána k domu jedné z obětí. Když ho prohledávají, jsou ale napadeni neznámým útočníkem a Julián málem umírá. Emmě se ho podaří zachránit hojivou runou. V domě však najdou pozvánku na loterii Stoupenců Strážce, a rozhodnou se na ni spolu s Christinou a Markem vydat. Markovi se líbí Christina, zároveň ho ale tajně navštěvuje Kieran, který se bojí, že ho ztratí. Během loterie je vylosovaná další oběť, poloviční vlkodlak Sterling, a je stanovena časová lhůta jeho vraždy. Emma se mu snaží nabídnout ochranu, Sterling ji ale opakovaně odmítá. Rozhodnou se ho tedy alespoň tajně sledovat. 
Emma se mezitím sama vydává do jeskyně v naději, že najde další stopy. Je zde ale vtažena portálem do oceánu a málem se utopí. Zachrání ji Julián, který díky poutu parabátai pozná, že je v nebezpečí. Vzápětí se spolu na pláži vyspí, druhý den se však dohodnou, že se to nesmí opakovat. Emma se trápí, myslí si, že ji Julián nemiluje, a svěří se Christině. Emma s Christinou sledují Sterlinga, až pozdě však zjistí, že ho nevylosovali jako oběť, ale jako dalšího vraha. Nedokážou mu zabránit v zabití podsvěťanky, se kterou souhlasil výměnou za odměnu od Strážce. Přidává se k nim Diego Rosío-Rosales, Chrstinin bývalý přítel, kterého poslali ze Scholomantosu, elitního oddílu Lovců stínů, aby po Strážci také pátral. Stoupenci Strážce si přijdou do Institutu pro Sterlinga a Blackthornovi jsou ho nuceni vydat. Začínají pátrat po identitě Strážce, který stojí za všemi vraždami. 
Institut navštíví divoký hon s Kieranem, který předtím vyslechl, jak Mark prozrazuje Christině tajemství sličného lidu. Kieran to oznámil divokému honu, protože se bál, že Mark bude chtít zůstat s Lovci stínů. Vůdce divokého honu Gwyn si žádá odplatu za vyzrazené tajemství ranami bičem. Marka, kterého víly už kdysi bičovaly, zachrání Julián, který se nabídne místo něj. Emma ho však po několika ranách uspí pomocí runy, aby víly nemohly vykonat zbytek trestu, a nechá se místo něj sama zbičovat. Julián je zdrcený a vyznává Emmě lásku. Rozhodují se pro vztah, o kterém se však nesmí nikdo dozvědět. Mark je rozzuřený na Kierana a definitivně se s ním rozchází. Kieran svého činu lituje a prozrazuje Blackthornovým důležité informace, které jim umožní odhalit identitu Strážce. Zjišťují, že jím je jejich přítel, čaroděj Malcolm Fade, který vraždy zosnoval proto, že se snažil přivést zpět k životu svoji dávnou lásku, Lovkyni stínů Annabel, která byla předkyní Blackthornových. K dokonání rituálu však potřebuje krev Blackthorna, a proto unáší Tavyho. Nejstarší Blackthornovi, Emma, Christina a Kieran spěchají do jeskyně, aby Malcolma zastavili. Podaří se jim zachránit Tavyho, Emma odstřižena od ostatních a uvězněna Malcolmem. Čaroděj jí prozradí, že ví o jejím vztahu s Juliánem, a že existuje dobrý důvod pro zákaz romance mezi parabátai. Vzniká z ní totiž kletba, která je nakonec oba promění v monstra. Emma je v šoku, zabije však Malcolma, protože jí před lety zavraždil rodiče. 
Mark se rozhoduje zůstat se svými sourozenci, Spolek Blackthornovy nijak nepotrestá za jednání s vílami díky tomu, že se Julián z celé situace vylže. Po smrti Malcolma se vytrácí i veškerá kouzla, která kdy provedl. Končí tedy i ochrana Johnnyho Rooka ze stínového trhu, který s ním spolupracoval. Rooka hned poté napadnou a zabijí démoni, Emmě se však podaří zachránit jeho syna Kita. Vyjde najevo, že Kit je ve skutečnosti Lovec stínů, ztracený Christopher Herondale. Odvádí ho do Institutu, ačkoliv Kit svůj původ striktně odmítá. 
Emma je zdrcená zjištěním o kletbě parabátai. Rozchází se s Juliánem a žádá Marka, aby předstíral, že spolu chodí. Jedině tak přiměje Juliána věřit, že to mezi nimi skončilo. Mark souhlasí, protože jí to dluží za bičování, které za něj podstoupila a za ochranu Juliána, Tiba, Livy, Dru a Tavyho za dobu co nebyl ve světě lovců stínů. 

Tento díl obsahuje i povídku Dlouhý rozhovor, který pojednává o zásnubním večírku Isabely Lightwoodové a Simona Lewise. Během večírku požádá Jace Clary o ruku. Clary to vyleká, a než stihne odpovědět, jsou vyrušeni ostatními hosty. 

## Pán stínů
Emma předstírá, že chodí s Markem, zatímco její vztah s Juliánem je na bodu mrazu. Institut navštěvují Jace a Clary, které spolek vysílá na tajnou misi do světa víl. Vysvětlují Blackthornovým, že Spolek pátrá po Černém spisu mrtvých, který Malcolm používal k vzkříšení Annabel, a který se ztratil v oceánu spolu s jeho tělem. Kolem Institutu začíná být vysoká aktivita démonů, a Spolek se domnívá, že za to může právě Černý spis. Clary se také přizná Emmě, že ji Jace požádal o ruku, a ona ho odmítla, protože mívá sny o své blízké smrti.
Kit je mezitím rozhodnutý utéct od Lovců stínů a vrátit se na stínový trh. Ani rozhovor s Jacem, který je jeho poslední příbuzný, ho nepřiměje přijmout svůj původ. Na stínovém trhu však všichni slyšeli o tom, že je Lovec stínů, a odmítají ho přijmout. Kit je tak nucený zůstat s Blackthornovými, ačkoliv stále osnuje útěk. Postupně se však sbližuje s Livy a Tibem. Jako jediný totiž ví, že Tibo je autista, protože žil mezi civily, zatímco Lovci stínů tuto poruchu neznají a jakoukoli jinakost trestají. 
Emma, Christina a Blackthornovi pátrají v troskách Malcolmova domu po Černém spisu mrtvých, objeví však náznak toho, že Malcolm spolupracoval s nějakou vysoce postavenou vílou z Prokletého dvora. Do Institutu přijíždějí centurioni ze Scholomantosu, kteří sem byli vysláni Spolkem, aby pátrali po Černém spisu mrtvých. Vyjde najevo, že Diego je s jednou z nich, Zarou Dearbornovou, zasnoubený. Christinu, která se s Diegem mezitím dala znovu dohromady, to velmi zraní. Velká část centurionů v čele se Zarou nenávidí podsvěťany a chovají se k Markovi i zbytku Institutu s opovržením. Zařin otec vede extremistickou skupinu s názvem Kohorta, která silně vystupuje proti spojenectví s podsvěťany a zrušení Studeného míru. Mezi Lovci stínů tak narůstá rozkol. 
Přichází Gwyn a oznamuje Markovi, že Kieran byl souzen za zradu a bude popraven svým otcem, králem Prokletého dvora. Gwyn žádá, aby ho Mark zachránil. Mark nejprve odmítá, nakonec se však vydává do říše sličného lidu a Emma, Julián a Christina ho následují. Zjišťují, že na Prokletém dvoře nefungují andělská ostří ani runy, pokračují však dál. Christina s Markem se připletou k vílímu reji, kde je jedna z víl sváže k sobě magickou stuhou. Přetnou ji a políbí se, Christina mu však nechtěně prozradí, že Julián Emmu miluje a proto ho Emma požádala, aby s ní chodil. Marka to vyleká a rozhoduje se, že Emmu požádá, aby svůj předstíraný vztah ukončili. 
Institut napadne Malcolm, který přežil a pobyt v oceánu ho silně poznamenal. Žádá svou krev Blackthorna, aby mohl dokončit rituál a vzkřísit Anabel. Pošle na Institut démony, ti jsou však pobiti díky Dianě, což podryje Zařinu autoritu. Diana s pomocí Magnuse odvádí děti do Institutu v Londýně, protože má strach, aby Malcolm nepoužil jejich krev ve svém rituálu. 
Emmě, Juliánovi, Markovi a Christině se podaří zachránit Kierana a s pomocí Markovy tety, víly Nene, prchají před králem na Zakletý dvůr. Zjišťují, že Kieranovi během věznění vzali vzpomínky na poslední události, takže si napamatuje, že Marka zradil. Juliána si povolá královna Zakletého dvora a ukazuje mu, co se děje v říši smrtelníků. Julián vidí, že Artur se místo dětí nabídl jako Malcolmova oběť. Malcolm ho zabíjí a probouzí Annabel zpět k životu. Annabel je však pomatená, zabije Malcolma a prchá i s Černým spisem. Královna prozrazuje Juliánovi pravdu o Kletbě a řekne mu, že existuje způsob, jak zrušit jeho pouto parabátai. Poté řekne Emmě a Juliánovi, že král Prokletého dvora pokryl své území snětí, a proto na něm nefunguje andělská moc. Touží po Černém spisu, a královna žádá, aby jí Julián s Emmou spis přinesli. Chce s jeho pomocí získat zpět člena svého dvora, kterého drží král v zajetí. Královna na oplátku nabízí konec Studeného míru. Výměnou za spis se přidá na stranu Lovců stínů v boji proti králi Prokletého dvora, který je chce pomocí sněti zničit. Královna chce poslat Kierana jako svého vyslance, aby o tomto návrhu vypovídal v její prospěch. Musí však přísahat věrnost někomu z Lovců stínů. Kieran přijímá a k překvapení všech si vybírá Christinu. Stále nemá zpět své vzpomínky, a Mark ze strachu, že by si spolupráci rozmyslel, předstírá, že Kierana stále miluje. Poté se vydávají do Londýna za zbylými Blackthornovými. 
Emma oznamuje rozchod s Markem, což Juliána naštve, protože si myslí, že Marka odkopla stejně jako jeho. Kit, Livy a Tibo mezitím pátrají po Annabel na vlastní pěst a zjistí, že by se mohla ukrývat v Malcolmově starém domě v Cornwallu. Emma, Julián a Christina se tam vydají, Christina se ale musí vrátit zpět do Institutu. Vyjde najevo, že pouto, kterým ji připoutali k Markovi během reje, způsobilo, že se od sebe nesmí vzdálit. 
Diana mezitím v Idrisu od konzulky Ťii zjišťuje, že Kohorta nebezpečně nabývá moc a Zara lže o tom, že to byla ona, kdo zabil Malcolma. Je proto považovaná za hrdinku. Diana se sbližuje s vůdcem divokého honu Gwynem, a díky němu objeví vílí sněť i v Idrisu. Christina se zase v Londýně pomalu sbližuje s Markem, zároveň ji však pojí s Kieranem jeho přísaha věrnosti, díky které si začíná rozumět i s ním. Kit, Livy a Tibo se vydají na stínový trh, protože chtějí dál pomáhat v pátrání, jsou však napadeni a zachraňuje je Magnus. Ten pak pomáhá zlomit pouto mezi Christinou a Markem. Kit se rozhoduje zůstat s Blackthornovými. 
Julián se v Cornwallu setkává s Annabel, ta však odmítá vydat spis a znovu prchá. Kieran se dozvídá pravdu o tom, co se stalo mezi ním a Markem, je však rozhodnutý nadále svědčit před Lovci stínů. Londýnský Institut tajně navštíví Diegův bratr Jaime, který je na útěku, a dočasně se ukryje u Dru. Setká se tu s Christinou, a prozrazuje jí, že utíká před Zarou se vzácným dědictvím své rodiny. Zařina rodina po tomto dědictví touží a Diegovo zasnoubení s ní je jen fraška. Tibo, Livy a Kit jsou napadeni sedmi bájnými Mannanovi jezdci Prokletého krále, zachrání je však Diana s Gwynem. Jezdci napadnou i Emmu s Juliánem, Emma však jednoho z nich zabije. Julián jí pak znovu vyzná lásku a vyspí se spolu. Najde je však Magnus, kterému dojde, co se mezi nimi děje. Vydávají se zpět do Londýna. Jsou stále ohroženi jezdci, chrání je však kouzla Institutu. Bojují s nimi a jezdci je málem porazí. Objeví se však Annabel, která přišla na žádost Tiba. Uzavře s Juliánem dohodu, že bude svědčit v Idrisu proti Zaře a Kohortě. Julián si mezitím tajně vyfotí stránky Černého spisu. Magnus radí Emmě a Juliánovi, aby se svěřili inkvizitorovi, který je jeho tchánem. Slibuje, že jim inkvizitor umožní odloučení podle jejich vlastních podmínek. Zároveň jim prozrazuje, že čarodějové slábnou vlivem neznámé nemoci.
Na schůzku dorazí i Helen Blackthornová, která se po letech setkává se sourozenci. Během schůze Lovců stínů dochází k hádkám mezi Kohortou a jejími odpůrci, v čele s konzulkou, Blackthornovými a Dianou. Annabel s Mečem smrti v ruce, který ji nutí mluvit pravdu, prohlásí, že Zara lže o zabití Malcolma. Její svědectví je však zpochybňováno, protože měla být už několik staletí mrtvá. Vypukne chaos, Annabel zpanikaří a probodne inkvizitora. Emma se jí snaží zastavit, pomocí svého meče Cortany však zlomí Meč smrti, a Annabel jeho úlomkem zabije Livy. Poté je unesena králem Prokletého dvora. Inkvizitor je mrtvý a Livy umírá Juliánovi v náručí. Christina požádá Diega, aby schoval Kierana ve Scholomantosu, jelikož agrese proti vílám je nyní ještě silnější. 

## Královna povětří a temnoty
Po událostech během schůzce jsou Blackthornovi zdrceni. Koná se pohřeb Livy a inkvizitora. Julián cítí, že se kletba parabátai začíná naplňovat, a spolu s žalem nad Livyinou smrtí to nemůže snést. Žádá Magnuse, aby ho zbavil veškerých emocí. Nejvíc zdrcený je Tibo, Livy byla jeho dvojče a nejbližší člověk. Rozhoduje se, že Livy přivede zpět k životu pomocí spisu, jehož stránky získal z Juliánova mobilu. Žádá o pomoc Kita, který mu pomoc přislíbí, ačkoliv s tím nesouhlasí. Zařin otec je zvolený inkvizitorem. Ihned začíná brojit proti konzulce, a oznamuje Emmě a Juliánovi, že ví o jejich zakázaném vztahu, díky záznamům předchozího inkvizitora. Vyhrožuje, že jejich tajemství prozradí, pokud se nevydají do říše sličného lidu a nevypátrají Annabel se spisem mrtvých. Emma s Juliánem souhlasí a bez rozloučení odchází. Setkají se před odchodem pouze s Isabelou a Simonem, kteří jim prozradí, že v říši jsou i Clary s Jacem, kteří se už měli dávno vrátit. 
Zbylí Blackthornovi se vrací spolu s Christinou do Los Angeles, kde o ně pečuje Helen a její manželka Aline. Tu její matka, konzulka Ťia, dočasně ustanovila ředitelkou Institutu. Kierana ve Scholomantosu objeví členové Kohorty, kteří ho mučí, nakonec se mu však díky Diegovi podaří utéct na jeho klisně z divokého honu. Christina pátrá po příčině nemoci, která postihuje čaroděje. Sblíží se s Markem, příjezd Kierana mezi těmi třemi však znovu způsobí zmatek. 
Emmu a Juliána se v říši pokusí zabít člen Kohorty, který je sledoval. Zjišťují, že Dearborn osnoval jejich smrt, od začátku plánoval, že se z říše nevrátí živí. Julián, zbavený citů díky Magnusovu kouzlu, vyslaného Lovce stínů zabije, což Emmu šokuje. Dozví se tak pravdu o Juliánových utlumených citech a je naštvaná, cítí se, jako by ji Julián opustil. Vydávají se na Zakletý dvůr za královnou. Julián s ní opět vyjednává, nabízí jí kopii Černého spisu, kterou předtím vyfotil a nechal vytisknout. Královna chce originál, nezná technologie civilů, spis si však prozatím nechává. Pobaveně Juliánovi oznámí, že pouto parabátai lze zrušit tak, že pomocí Meče smrti zničí runu parabátai v Tichém městě. To by však vedlo ke zničení všech pout parabátai na světě. Markova teta Nene vzápětí prozrazuje Emmě a Juliánovi, že je královna zradila, a odjíždí s kopií spisu za Prokletým králem. Chce ho vyměnit za člena svého dvora, který je zde v zajetí. Emma s Juliánem se tajně přidávají k jejímu průvodu a míří na Prokletý dvůr. 
Tibo s Kitem mezitím shánějí přísady k rituálu, který by jim umožnil oživit Livy. Pomáhá jim v tom záhadný čaroděj Shade, který je však zároveň varuje před černou magií. Kieran se ve Scholomantosu dozvěděl pravdu o tom, kde jsou Emma s Juliánem. Spolu s Christinou a Markem se jim vydávají do říše na pomoc. Předtím však přivolají Jaimeho, a požádají ho o rodinné dědictví, se kterým utíkal před Kohortou. Jedná se o předmět, který jim umožňuje cestovat bez portálu. Emma s Juliánem mezitím dorazí k věži, kde sídlí Prokletý král. Sledují jeho vyjednávání s královnou a zjišťují, že Annabel pobývá na jeho dvoře. Zároveň odhalují, že tím, koho chce královna vyměnit za spis, je její syn Ash, kterého má se Sebastiánem Morgensternem. Jsou však odhaleni a uvrženi do vězení, kde se setkávají s Clary a Jacem. Odhaleni jsou i Mark, Kieran a Christina. Christině se však podaří přemístit za Kieranovým bratrem Adaonem, a přemlouvá ho, aby jí pomohl. Kierana s Markem zajme jeho druhý bratr Oban, který tajně spolupracuje s Kohortou a touží po trůnu. Odvede je do věže Prokletého krále. Kieran překvapeně zjišťuje, že ho obyčejné víly místo nenávisti vítají, protože k nim byl jako jediný laskavý. 
Diana se spolu s Gwynem setkává s Ťiou a ukazuje jí sněť v Idrisu. Jsou však odhaleni Dearbornem, který Ťiu uvězní za styly s vílami. Dianě se podaří uprchnout s Gwynem. Dearborn mezitím uzákoňuje opatření proti podsvěťanům. Diega uvěznil v Gardu, a podařilo se mu chytit i Jaimeho, který odmítl prozradit, kde je rodinné dědictví. Jaimemu hrozí smrt vlivem zranění, Zaře je to však jedno. Hra na zásnuby s Diegem končí. Jaimeho před smrtí zachrání jeden z členů Kohorty, který ze starého přátelství s Diegem nakonec obrátí a umožní mu Jaimeho vyléčit. 
Christina s Adaonem vysvobozují Emmu, Juliána, Clary a Jace z vězení. Adaon je odvádí k Prokletému králi, a předstírá, že jsou jeho vězni. Zde jim král ukazuje portál do dimenze jménem Thule, odkud bere sněť, kterou pak rozsévá ve své říši i v Idrisu. Sněť je zároveň tím, co způsobuje nemoc čarodějů. Král chce oslabit moc Lovců stínů a vyhladit je. Strhne se boj, Kieran zabije Prokletého krále. Královna unese Adaona, Annabel s Ashem proniknou portálem do Thule. Ostatním se podaří uprchnout, jen Emma s Juliánem zůstanou pozadu a nezbyde jim nic jiného než také utéct do Thule. 
Zde zjišťují, že se ocitli v paralelní dimenzi, v níž Sebastián Morgernstern vyhrál Temnou válku a udělal z většiny Lovců stínů Temné lovce. Dokonce i ze zdejší Emmy a Juliána. Zároveň zjišťují, že přišli v okamžiku, kdy tu Annabel s Ashem už nějakou dobu pobývají. V tomto světě se události odebraly jiným směrem ve chvíli, kdy došlo k zabití Clary. Vychází tak najevo pravda o Claryiných snech, ve kterých viděla svou smrt. Emma a Julián naráží na Livy, která v Thule jako jedna z mála Blackthornových stále žije, a je teď o několik let starší. Vede odboj proti Sebastiánovi, složený z Lovců stínů a podsvěťanů. V tomto světě už nefungují runy, a čarodějové vymřeli na nemoc ze sněti. Juliánovi se v Thule zároveň vrací ztracené city, a jeho pouto k Emmě je nyní utlumené, díky čemuž se mohou opět sblížit, aniž by se obávali kletby. Julián Emmě prozrazuje, jak kletbu zlomit, a Emma je zděšená, nechce zrušit všechna pouta parabátai.
Dozvídají se, že v jejich světě by se ještě dali čarodějové vyléčit pomocí vody z jezera Lyn. Zároveň zjišťují, že Mlčenliví bratři předtím, než je Sebastián pobil, zapečetili Meč a Pohár smrti v Tichém městě, aby se k nim nedostal. Dohodnou se s Livy, že Meč smrti získají a přenesou ho zpět do jejich světa, kam se k nim Sebastián nedostane. Od poslední žijící čarodějky Tessy, která přežila díky své krvi Lovců stínů, zjišťují, že jejich příchod byl předpovězen a může znamenat Sebastiánovu porážku. Tessa jim otevře vchod do Tichého města, kde získají Meč smrti. Sebastián je však napadne a pokusí se jim vzít Meč smrti. Annabel se pokusí odvést Ashe, protože se ho snaží chránit, je však zabita Juliánem. Emmě se díky Ashovi podaří zabít Sebastiána. Přemlouvají Livy, aby s nimi odešla do jejich světa. Livy však stejně jako Ash zůstává v Thule.
Kouzlo na Juliánovy city začíná opět působit. Emma s Juliánem přináší Meč smrti i zprávu o léku na nemoc čarodějů. S pomocí divokého honu se podaří dopravit vodu z Lyn čarodějům po celém světě. Magnus se uzdravuje a Julián ho žádá, aby mu vrátil emoce. Dearborn mezitím považuje Jace a Clary za mrtvé díky členovi Kohorty, který jeho jménem jednal s Obanem. Ten po smrti Prokletého krále nastupuje na trůn a stává se Dearbornovou loutkou. Chystá se jednání mezi Dearbornem a Obanem, které se má živě promítat celému Alicante. Emma, Julián a ostatní vědí, že je to fraška, na výsledku jednání jsou obě strany předem dohodnuté a Dearborn tak jen upevní svou moc. Spřádají plán, jak Dearborna odhalit a nadobro porazit Kohortu. Julián svolává do Institutu všechny Lovce stínů a podsvěťany, které považuje za spojence. Inspiroval ho k tomu Livyin odboj v Thule, ve kterém také všichni spolupracovali. Na schůzku však dorazil i špeh, který vše vylíčil Dearbornovi. Tibo a Kit sehnali všechny přísady pro kouzlo, kterým oživí Livy. Shade jim však odmítá pomoct, celou dobu doufal, že si to rozmyslí, a pouze je hlídal na Magnusovu žádost. Vychází najevo, že je to jeho starý přítel Ragnor Fell, který se roky vydával za mrtvého. Tibo se tváří, že se s Livyinou smrtí konečně smířil.
Noc před jednáním tráví odboj v Broceliándském lese. Chystají se na další den a možný boj. Emma je na pokraji sil, v zoufalství vezme Meč smrti a pokusí se v Tichém městě zničit runu parabátai. Julián ji zastavuje a přemlouvá, aby to nedělala. Christina, Mark a Kieran mezitím přiznávají, že milují jeden druhého, a všichni tři se sblíží. Tibo se vydává k jezeru Lyn, kde se pokouší oživit Livy na vlastní pěst. Kit se mu v tom snaží zabránit, řekne mu, že ho miluje, ani to však nepomůže. Rituál se naštěstí zcela nezdaří a jediné, čeho Tibo dosáhne, je vyvolání Livyina ducha, který je s ním odteď spojený. Kit je naštvaný a nešťastný, má pocit, že ho Tibo jen využil.
Dearborn se díky zrádci dozvídá o plánech Odboje i o tom, že jsou Clary s Jacem naživu. Vyšle skupinu, která je má v lese zabít. Julián však se zradou počítal. S pomocí podsvěťanů Clary s Jacem útočníky porazí. Emma s Juliánem naruší jednání Dearborna s Obanem, vznesou proti němu obvinění a konfrontují ho před zraky celého Alicante. Přichází Clary a Jace se zajatými Lovci stínů. Vyjde najevo, že Dearborn lhal. Dru osvobozuje Ťiu, Diega a Jaimeho z vězení. Kieran zároveň konfrontuje Obana, který je na trůně neprávem. Oban se Kierana pokouší zabít, místo něj však zabije Lovkyni stínů. Dochází k bitvě. Kieranovi se spolu s Christinou a Markem podaří zabít Obana a Kieran se stává králem. Kohorta začíná prohrávat, k boji se přidá i Ťia. Přichází však Mannanovi jezdci. Chtějí zabít Emmu a unést Kita, vychází totiž najevo, že Kit je prapotomek královny a krále víl a zázračné dítě. Podaří se je odrazit. Vypadá to, že Kohorta prohraje. Emma bojuje se Zarou, která na ni odjakživa žárlila. Emma Zaru porazí, rozhodne se ji však ušetřit. Na bojišti se objevuje démon v podobě Annabel, který byl Dearbornovou tajnou zbraní. Julián je v šoku, démona zabíjí, Emmu však mezitím bodne Zara do zad. Emma umírá v Juliánově náručí, v tu chvíli se však kletba naplní a oni vybuchnou. Vzápětí se z nich stanou zářiví obři, kteří začnou likvidovat členy Kohorty a každého, kdo se je pokusí zastavit. Nakonec před ně předstoupí jejich rodina a všichni přátelé, a prosí je, aby přestali. 
Emma se probouzí na ošetřovně. S Juliánem se dozvídají, co se stalo. Zjišťují, že obři, kterými se stali, se v minulosti nazývali pravými Nefilim, a že je tato schopnost spojena s poutem parabátai. Zároveň se dozvídají, že jejich pouto parabátai po proměně v obry zmizelo. Jsou šťaství, že můžou být konečně spolu. Kita navštěvuje Tessa a nabízí mu, aby žil s ní a jejím manželem Jemem Carstairsem. Kit váhá, ale nakonec přijímá, po událostech u jezera se domnívá, že bude lepší, když už dál nebude žít s Tibovou rodinou.
Koná se schůze Lovců stínů, kde mají být souzeni zbylí členové Kohorty. Ťia odstupuje z úřadu. Novým konzulem je zvolený Alek Lightwood. Členové Kohorty se však osvobozují a žádají, aby jim byl přenechán Idris. Ostatní Lovci stínů si můžou jít, kam se jim zlíbí. Alek k překvapení všech souhlasí. Lovci stínů a podsvěťané opouští Idris. V Los Angeles se chystá oslava. Emma s Juliánem se chystají cestovat. Kieran odešel na Prokletý dvůr, kde pro Marka a Christinu není místo. Všem se moc stýská. Adaon, který si oblíbil život u Zakletého dvora, však dává Kieranovi svou starou chaloupku, kde se ti tři budou moct scházet. Alek zároveň nabízí Markovi s Christinou práci při jednání s vílami. 
Na oslavě žádá Alek Magnuse o ruku a ihned se koná svatba. Nakonec Clary portálem přivádí Jace do skleníku, kde se před lety poprvé políbili, a žádá ho o ruku. Už mu vysvětlila, proč ho poprvé odmítla, a Jace jí prozrazuje, že se ji ten večer sám chystal požádat. Zasnoubí se.
Královnu Prokletého dvora navštěvuje Jace z Thule, kterého navždy poznamenalo pouto se Sebastiánem a Claryina smrt. Přivádí jí zpět Ashe a na oplátku žádá, aby mu přivedla Clary z tohoto světa.

## Postavy
Emma Carstairsová
Lovkyně stínů, svými schopnostmi považovaná za nového Jace Herondalea. Žije s Blackthornovými v losangeleském institutu a považuje je za svou rodinu. Za Temné války přišla o rodiče a stále pátrá po jejich vrahovi. Je zamilovaná do Juliána, který je však jejím parabátai a takové city jsou přísně zakázané. Je výborná bojovnice a v boji používá bájný meč Cortanu, který se v její rodině dědí z generace na generaci.
Julián "Jules" Blackthorn
Lovec stínů, po smrti otce za Temné války se stará o mladší sourozence. Udělal by pro ně všechno a považuje se za jejich otce. Zároveň tajně vede losangeleský institut místo svého strýce, který přišel o rozum. Julián se naučil mistrně lhát, místy jedná až bezohledně v touze ochránit svou rodinu. Je zamilovaný do Emmy, jejich pouto parabátai však přísně zakazuje milostný vztah. Jeho oblíbenou zbraní je kuše. 
Christina Mendozová-Rosalesová
Lovkyně stínů, je na roční stáži v losangeleském institutu. Skamarádí se s Emmou. V minulosti chodila s Diegem a měla nejlepšího přítele Jaimeho. Domnívá se však, že ji oba zradili. Postupně se sbližuje s Markem Blackthornem a později i s Kieranem z divokého honu. Christinina rodina je i po Studeném míru nakloněná vílám, a Christina touží po tom, aby byl jednou zrušen. Je velmi laskavá a v každém vidí jen to dobré. V boji nejčastěji používá motýlkové nože. 
Mark "Miach" Blackthorn
Napůl víla a napůl Lovec stínů, nejstarší ze sourozenců Blackthornových. Spolu se svým dvojčetem Helen má jinou matku než ostatní jejich sourozenci. Marka během Temné války unesly víly a přiměly ho připojit se k divokému honu. Mark se zde sblížil s lovcem Kieranem. Po návratu domů se sbližuje s Lovkyní stínů Christinou. Zároveň se spřátelí s Emmou Carstairsovou. 
Tiberius "Tibo" Blackthorn
Lovec stínů, jeden ze sourozenců Blackthornových. Je autista, což je pojem, který ve světě Lovců stínů neznají. Julián a jeho rodina vědí, že je jiný, před vnějším světem to však tají, protože každá jinakost je trestána. Tibův nejbližší člověk je jeho dvojče Livy. Tibo miluje detektivky a chce se stát centurionem ve Scholomantosu. Odmítá proto Livyinu žádost, aby se stal jejím parabátai.
Livie "Livy" Blackthornová
Lovkyně stínů, dvojče Tiba Blackthorna. Svému bratrovi rozumí lépe než kdokoli jiný a chce se stát jeho parabátai, což Tibo odmítá. Nejraději bojuje se šavlí. Je zavražděna Annabel a umírá Juliánovi v náručí. Poté je její duch přiveden zpět Tibem, který s ním zůstává navždy spojený. Livyin duch z toho však nemá radost, protože byl vytržen z posmrtného klidu.
Jiná Livyina verze zároveň žije v Thule. Tato Livy přišla o všechny sourozence, když Sebastián zvítězil v Temné válce. Vede zdejší odboj a chodí s Cameronem Ashdownem, jiným Lovcem stínů. 
Drusilla "Dru" Blackthornová
Lovkyně stínů, druhá nejmladší ze sourozenců Blackthornových. Miluje horory a má plnější postavu, což ji někdy trápí.
Oktavián "Tavy" Blackthorn
Lovec stínů, nejmladší ze sourozenců Blackthornových. Po Temné válce stále trpí nočními můrami. Je si velmi blízký s Juliánem, kterého považuje za svého otce. Je unesen Malcolmem, který se pokusí použít jeho krev k oživení Annabel. Je však zachráněn svými sourozenci, Christinou, Emmou a Kieranem.
Kieran
Vílí princ, syn krále Prokletého dvora. Otec ho věnoval divokému honu, kde k němu zpočátku byli krutí. Stal se však nejlepším z nich a také milencem Marka Blackthorna. Později se stal králem Prokletého dvora a zamiloval se do Christiny. Rozhodli se, že se budou všichni tři příležitostně navštěvovat. 
Diana Wrayburnová
Lovkyně stínů, učitelka dětí Blackthornových a Emmy Carstairsové. Pomohla je vychovat, má však tajemství, které jí neumožňuje převzít vedení Institutu, i když ví, že je Artur nepříčetný. Narodila se jako chlapec, tajně však podstoupila změnu pohlaví, což nesmí vyjít najevo. Medicína civilů je u Lovců stínů přísně zakázaná. Sblíží se s vůdcem divokého honu Gwynem. Její slovo má velkou váhu u ostatních Lovců stínů, což ji dělá trnem v oku Kohorty. 
Artur Blackthorn
Lovec stínů, strýc dětí Blackthornových, po Temné válce mu byly svěřeny do péče, spolu s vedením Institutu. V mládí byl vězněn vílami, což ho navždy poznamenalo. Většinu času si neuvědomuje realitu. Miluje antiku a většinu času se zabývá jejím studiem. Nakonec se obětuje Malcolmovi místo svých synovců a neteří. Zemře Malcolmovou rukou.
Helen "Alessa" Blackthornová
Lovkyně stínů, dvojče Marka Blackthorna. Po Temné válce a ustanovení Studeného míru byla poslána do exilu kvůli své vílí krvi. Vdala se za Aline Penhallowovou, dceru konzulky. Po pěti letech se vrací do Los Angeles a stará se o mladší sourozence. 
Malcolm Fade
Nejvyšší čaroděj losangeleský. Vystupuje jako rodinný přítel Blackthornových, nakonec však vyjde najevo, že osnoval vraždy, mimo jiné i Emminých rodičů. Toužil totiž po oživení své dávné lásky, Lovkyně stínů a jedné z předků Blackthornových, Annabel. Je poražen Emmou a nakonec zabit Annabel během jejích vzkříšení. 
Annabel Blackthornová
Lovkyně stínů, byla umučena Lovci stínů, protože byla zamilovaná do čaroděje Malcolma, což bylo v době před Dohodami zakázané. Je oživena Malcolmem, což ji však přivádí o rozum. Zabíjí Malcolma, inkvizitora a Livy Blackthornovou. Nakonec je zabita Juliánem Blackthornem. 
Christopher "Kit" Herondale
Civil s vnitřním zrakem, žije s otcem, který prodává informace na stínovém trhu. Po vraždě jeho otce démony vyjde najevo, že je ve skutečnosti Lovec stínů jménem Christopher Herondale. Kit se nejdříve snaží utéct, nakonec se však sbližuje s Tibem a Livy Blackthornovými. Po Livyině smrti pomáhá Tibovi v jejím oživení, ačkoliv s tím sám nesouhlasí. Ve snaze zabránit mu ve vzkříšení Livy vyzná Tibovi lásku, je však zklamán. Nakonec odchází žít s Jemem Carstairsem, Lovcem stínů, který byl několik desítek let mlčenlivým bratrem, a jeho manželkou, čarodějkou Tessou Grayovou.